# 1683.
◄ | 16. stoljeće | 17. stoljeće | 18. stoljeće | ►
◄ | 1650-ih | 1660-ih | 1670-ih | 1680-ih | 1690-ih | 1700-ih | 1710-ih | ►
◄◄ | ◄ | 1680. | 1681. | 1682. | 1683. | 1684. | 1685. | 1686. | ► | ►►
Arhitektura • Astronomija • Biologija • Glazba • Kazalište • Kemija • Kiparstvo • Knjige • Književnost • Kršćanstvo • Medicina • Politika • Pravo • Promet • Slikarstvo • Znanost

## Događaji
- Turci opsjedaju Beč
- 12. rujna, izbio ustanak u Kotarima pod vodstvom Ilije Jankovića[1]
- Započeo Veliki Bečki rat ili Rat Svete Lige.

## Smrti
- 2. svibnja – Stjepan Gradić, hrvatski filozof i znanstvenik
- 12. rujna – Juraj Križanić, hrvatski pisac i političar

## Vanjske poveznice
|  | Zajednički poslužitelj ima još gradiva o temi 1683. |